# Tina Sloan
Tina Sloan (* 1. Februar 1943 in Bronxville, New York) ist eine US-amerikanische Schauspielerin.

## Leben
Sloan besuchte die Ursuline School und studierte am Manhattanville College. Sie debütierte in der Fernsehserie Somerset, in der sie in den Jahren 1974 bis 1976 spielte. In den Jahren 1976 bis 1977 spielte sie in der Fernsehserie Search for Tomorrow, in den Jahren 1980 bis 1981 trat sie in der Rolle von Dr. Olivia Delaney in der preisgekrönten Fernsehserie Another World auf.
Im Filmdrama Spurwechsel (2002) spielte sie Frau Delano, die Ehefrau von Stephen Delano, den Sydney Pollack spielte. In der Komödie Der Super-Guru (2002) spielte sie die Rolle von Kitty, einer Kundin des Gurus, den Jimi Mistry darstellte. Im Jahr 2006 trat sie in der Rolle der Krankenschwester Lillian Raines in der Fernsehserie Springfield Story auf, welche Rolle sie bereits seit 1983 bis in die 1990er Jahre spielte.
Sloan ist seit dem Jahr 1976 mit Steve McPherson verheiratet und hat einen Sohn.

## Filmografie (Auswahl)
- 1983–2009: Springfield Story (The Guiding Light, Fernsehserie, 178 Folgen)
- 1998: Celebrity – Schön. Reich. Berühmt. (Celebrity)
- 2001: Im Bann des Jade Skorpions (The Curse of the Jade Scorpion)
- 2002: Spurwechsel (Changing Lanes)
- 2002: Der Super-Guru (The Guru)
- 2002: Der innere Kreis (People I Know)
- 2006: Well Fed and Comfortable
- 2007: Die Fremde in dir
- 2009–2016: Venice the Series (Fernsehserie, 51 Folgen)
- 2010: Black Swan
- 2011: Happy New Year
- 2014–2020: Beacon Hill (Fernsehserie, 7 Folgen)
- 2017: Die Verlegerin (The Post)